# Eugenia Tanaka
Eugenia Tanaka (* 9. März 1987 in Kisaran) ist eine australische Badmintonspielerin indonesischer Herkunft. 

## Karriere
Eugenia Tanaka nahm 2008 im Damendoppel mit Tania Luiz an Olympia teil. Sie unterlagen dabei gleich im Auftaktmatch und wurden somit Neunte in der Endabrechnung. Erfolgreicher war Tanaka 2008 bei den Peru International, wo mit Luiz die Damendoppelkonkurrenz gewann. Bei der Ozeanienmeisterschaft 2008 holten beide Bronze.

## Sportliche Erfolge
| Saison | Veranstaltung           | Disziplin   | Platz | Name                             |
| ------ | ----------------------- | ----------- | ----- | -------------------------------- |
| 2007   | Victorian International | Damendoppel | 3     | Tania Luiz / Eugenia Tanaka      |
| 2008   | Olympia                 | Damendoppel | 9     | Tania Luiz / Eugenia Tanaka      |
| 2008   | Peru International      | Damendoppel | 1     | Eugenia Tanaka / Tania Luiz      |
| 2008   | Ozeanienmeisterschaft   | Damendoppel | 3     | Tania Luiz / Eugenia Tanaka      |
| 2009   | Auckland International  | Mixed       | 2     | Chad Whitehead / Eugenia Tanaka  |
| 2012   | Ozeanienmeisterschaft   | Damendoppel | 2     | Ann-Louise Slee / Eugenia Tanaka |